# Kawanishi K-200
Kawanishi K-200 là khái niệm về một loại xuồng bay trang bị động cơ tuabin của Nhật Bản vào cuối Chiến tranh Thế giới II. Có rất ít dữ liệu về K-200 và hình minh họa về K-200 đều dựa trên phỏng đoán.

## Thiết kế và phát triển
Dự trên các thiết kế về E11K1 và K-60, K-200 sử dụng 6 động cơ tuabin. K-200 dự định sẽ dùng để thay thế các loại tàu bay hạng nặng tầm xa trong biên chế của Hải quân Đế quốc Nhật Bản (IJN).
IJN có thể đã yêu cầu Kawanishi xem xét một loại xuồng bay trang bị động cơ tuabin hoặc đó có thể là sáng kiến của công ty. Sự hỗ trợ sau này xuất phát từ yêu cầu của IJN về hai loại xuồng bay cỡ lớn là Kawanishi H11K Soku và K-60, do đó đề nghị này có thể đã được đưa ra.
Đối với xuồng bay lớn như vậy, K-200 có thể sẽ sử dụng động cơ tuabin Ne-330. Đây là thiết kế động cơ tuabin cuối cùng trước khi chiến tranh kết thúc và có lực đẩy lớn nhật đạt 1.300 kg. Tuy nhiên, Ne-330 tiêu thụ 1,95 kg nhiên liệu cho mỗi kg lực đẩy và 6 động cơ Ne-330 sẽ tiêu thụ một lượng nhiên liệu rất lớn, nên thiết kế của K-200 cần phải dành một phần trọng lượng của nó để mang nhiên liệu. Hệ quả tất yếu là tầm hoạt động sẽ giảm xuống, kém hơn loại Kawanishi H8K "Emily" được IJN sử dụng chính. Tầm hoạt động ngắn sẽ khiến K-200 khó trở thành ứng cử viên cho vai trò máy bay có khả năng vươn tới Mỹ để ném bom.
Các động cơ được đặt trên cánh, mỗi cánh có 3 động cơ. Vị trí này sẽ giảm thiểu khả năng nước vào động cơ.
Có thể K-200 mang vũ khí giống như H8K. Gồm 1 pháo Type 99 20mm trên tháp pháo ở đuôi và 1 tháp trên lưng máy bay, phía trước cánh. 2 tháp súng ở hai bên thân có thể mang Type 99 hoặc súng máy Type 92 7.7mm. Một khẩu pháo khác đặt ở mũi. K-200 có thể mang được ngư lôi hoặc bom.
Đáng lưu ý, một mẫu minh họa của K-200 có vẻ ngoài giống như loại Beriev R-1 của Nga. Chiến tranh kết thúc trước khi các kế hoạch cho K-200 được hoàn thành.

### Máy bay có tính năng tương đương
- Beriev Be-10
- P6M SeaMaster